# 철골 구조

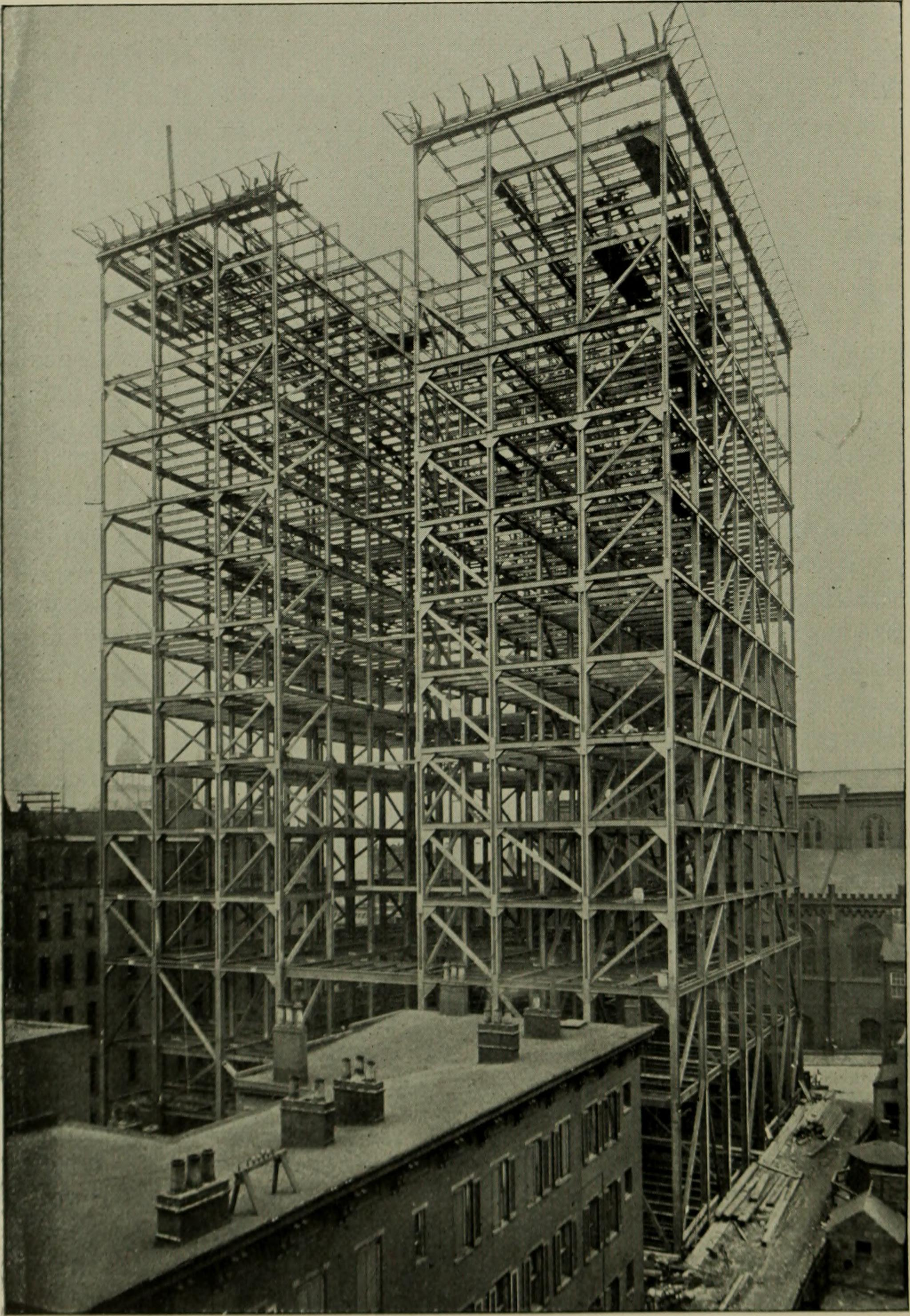
19세기 말의 철골 구조 건축 현장

철골 구조는 수직의 강철 기둥과 수평의 형강으로 골격을 짜 건물의 하중을 떠받게 하고 내장재와 외장재 등은 커튼월 형식으로 장착하는 건축 기술이다. 이렇게 하면 건물의 외벽에는 그다지 하중이 걸리지 않기 때문에 고층 건물의 건축이 가능하다. 이 기술의 발달로 마천루 건설이 가능해졌다.

## 개요
강철을 압연하여 "프로파일"이라 불리는 빔을 만든다. 이 빔의 단면이 로마자 "I"의 모양과 닮아 보통 I-빔이라 부른다.  I-빔은 곧게 뻗은 강철 기둥 옆으로 "플랜지"가 튀어 나와 있는 형태이다. I-빔은 기둥과 보에 모두 사용되는데 보통 기둥으로 쓰이는 것의 플랜지가 더 두껍고 넓어 구조의 압축 응력을 잘 견딜 수 있다. 정사각형이나 원통 형의 관을 사용할 수도 있으며 이 경우엔 대개 속을 콘크리트로 채운다. 강철 빔은 볼트와 나사산 패스너로 연결되며 도입 초기엔 리벳으로 연결하였다. 보로 쓰이는 I-빔은 더 높은 굽힘 모멘트를 받기 때문에 기둥으로 쓰이는 것보다 중앙의 "웹"을 보다 넓게 제작한다.

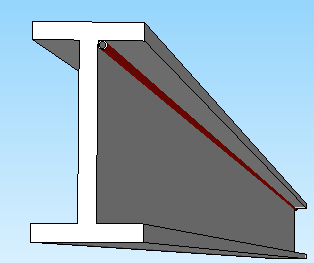
I-빔

건물 각 층의 바닥과 천장을 이루는 "데크"의 넓은 판위로 거푸집을 짜 넣고 콘크리트를 타설할 수 있다. 콘크리트는 철골로 강도를 보강한다. I-빔을 사이에 두고 바닥이 되는 면은 콘크리트로 천장은 다른 재질의 외장재로 마감하여 사이에 공간을 확보하는 이중바닥 공법도 일반적으로 사용된다. 이렇게 하면 각종 전선과 배관을 층 사이 공간에 배치할 수 있다.
철골 구조는 화재에 취약하다. 고온에서 철이 녹으면 강도가 급격히 약해지고 건물의 붕괴로 이어질 수 있기 때문이다. 이 때문에 기둥을 벽돌, 콘크리트 또는 석고보드와 같은 내화성 구조물로 둘러싸 화재에 의한 파손을 예방한다. 1970년대 까지 석면이 화재 예방과 단열을 위해 일반적으로 쓰였으나 인체에 유해하기 때문에 더 이상 사용되지 않는다.
외장재는 골격의 외부에 "피부"처럼 장착된다. 다양한 건축 양식에 따라 벽돌, 석재, 철근 콘크리트, 건축용 유리, 판금 등을 사용한다. 외장재는 건물의 사용에 편의를 제공하고 스타일을 부여하는 한편 외부 환경으로부터 철골 구조를 보호하는 역할도 한다.

## 역사
강철을 구조 지지를 위한 건축 재료로 사용하는 공법의 발달은 느리게 진행되었다. 최초의 철골 구조 건물은 영국의 아마포 생산 공장인 디터링튼 플랙스밀로 1797년 지어졌지만, 1855년 베서머 법이 개발되기 전까지 건축에 사용될 만큼 효율적인 강철의 생산은 충분하지 않았다. 인장강도와 압축강도가 높고 연성이 좋은 값싼 강철은 1870년 무렵부터 구할 수 있었지만 여전히 연철과 주철이 보다 일반적인 건축 자재로 사용되었는데 철광석이 주로 알칼리성 함유물을 포함하고 있었기 때문에 원하는 특성을 만족시키려면 많은 비용이 들었기 때문이다. 이러한 문제는 1879년 영국의 시드니 길크리스트 토머스에 의해 해결되었다.
이후 1880년대에 들어 강철의 품질이 안정화 되자, 신뢰할 수 있는 연강을 기반으로 한 건축이 시작되었다.
1885년에 완공된 홈 인슈어런스 빌딩은 석조 외장재가 하중 부담을 전혀 지지 않고 오로지 철골 구조에 하중이 실린 최초의 건물이다. 그러나 이 건물의 철 기둥은 단지 벽에 박혀 있을 뿐이며, 특히 바람에 의한 측하중은 여전히 석재가 부담하는 구조였다. 미국 최초의 강철 철골 구조 건물은 1890년에 세워진 시카고의 랜드 맥널리 빌딩 이었다.
영국에서 온전히 강철 철골 구조로 지어진 건물은 1895년 제임스 프란시스 도일이 설계하여 1903년 완공한 로열 인슈어런스 빌딩이다.

## 같이 보기
- 비좌굴가새골조
- 커튼월(건축)
- 구조용 강철